# Ofensiva Kérenski
L'Ofensiva Kérenski va ser l'última ofensiva russa duta a terme durant la Primera Guerra Mundial, i que va tenir lloc el juliol de 1917. La decisió de dur a terme l'ofensiva havia estat presa pel rus Aleksandr Kérenski, qui en aquest moment era ministre de la guerra del govern provisional, i el comandament militar de les operacions va estar a càrrec del general Aleksei Brussílov. Una decisió d'aquest tipus no es produïa en el moment més oportú en la situació de la política interior de Rússia, ja que després de la Revolució de Febrer de 1917 s'havien suscitat en la població russa fortes esperances de pau.
No obstant això, Kérenski tenia l'esperança que una important victòria dels seus soldats en el front li permetria recuperar el favor del poble, al mateix temps que restauraria la moral de les tropes russes, reforçant d'aquesta manera al mateix Govern provisional i demostrant l'eficàcia de "l'exèrcit més democràtic del món", com se l'anomenava en aquests moments.

## Ofensiva
Les operacions es van iniciar l'1 de juliol de 1917, amb un atac de les tropes russes contra les Austro-germanes a Galítsia. Després de diversos èxits inicials en la campanya, l'ofensiva va quedar paralitzada quan els soldats russos s'amotinaren i rebutjaren participar en el combat. El front rus es va enfonsar el 16 de juliol. El dia 18, es produí la contraofensiva dels exèrcits austroalemanys. Després de trobar escassa resistència per part de les tropes russes, els soldats de les Potències Centrals van avançar a través de Galitzia i d'Ucraïna fins al riu Zbrutx. Les línies russes havien estat completament aixafades el dia 20, i per al dia 23 de juliol, els russos havien retrocedit 240 quilòmetres.

## Conseqüències
El Govern provisional rus va quedar summament debilitat a causa del catastròfic resultat de l'ofensiva, de manera que cada vegada es feia més real la possibilitat d'un cop d'estat bolxevic. Així, lluny de reforçar la moral de l'exèrcit rus i contribuir a consolidar la posició del govern provisional, l'ofensiva va provar amb els fets que la moral de l'exèrcit rus estava per terra, i cap dels seus generals podia comptar que els soldats sota el seu comandament executessin les ordres que se'ls donessin.